# Hans E. Erenbjerg
Hans Ejlert Erenbjerg (født 1. marts 1931 i Lille Rise på Ærø, død 19. juli 2004 i Onsevig på Lolland) var en socialdemokratisk politiker. Hans E. Erenbjerg blev uddannet som lærer i 1960. Fra 1966 sad han i sognerådet i Tranekær. Han blev valgt ind i Folketinget første gang 21. september 1971, og sad der indtil 4. december 1973. Valgt ind igen 15. februar 1977, og blev genvalgt flere gange - hver gang i Nakskovkredsen - senest i 1990, da han kom ind med næsten 9000 personlige stemmer. Han fik dog uoverensstemmelser med folketingsgruppens ledelse og mistede sine udvalgsposter. Han meldte sig ud af partiet 9. december 1992, og var løsgænger indtil 9. februar 1993, hvor han genindtrådte i Socialdemokratiets gruppe. Han forlod frivilligt Folketinget i forbindelse med valget 21. september 1994. Erenbjerg gik derefter ind i lokalpolitik i Ravnsborg Kommune på Lolland, hvor han var med til at oprette Alternativlisten. Han blev valgt ind i byrådet i Ravnsborg ved kommunalvalget 21. november 2001, og sad i byrådet frem til sin død i juli 2004. Erenbjerg var gift med Eli Erenbjerg (født Røgild), og de fik sammen børnene Torsten (f. 1954), Anne (f. 1955) og Helle (f. 1961). 

## Eksterne kilder og henvisninger
- Nekrolog på kristeligt-dagblad.dk
- En kommune kan ikke gå fallit information.dk 6. november 1997